# Ettingen
Ettingen je obec ve švýcarském kantonu Basilej-venkov. Žije zde přibližně 5 300 obyvatel.

## Geografie
Ettingen leží v údolí Leimental v nadmořské výšce 331 metrů na úpatí masivu Blaueberg, asi 9 kilometrů jižně od Basileje. Jeho sousedními obcemi jsou Blauen, Pfeffingen, Aesch a Therwil (všechny v kantonu Basilej-venkov) a dvě obce Witterswil a Hofstetten-Flüh v kantonu Solothurn. Rozloha obce je 635 hektarů, z toho 35 % tvoří zemědělská půda, 50 % lesy a 15 % zastavěná plocha.

## Historie

Letecký pohled (1950)

Nejstarší doklady osídlení v údolí Leimental byly nalezeny v lokalitě Büttenloch na okraji Ettingenu, který byl ve svrchním paleolitu sporadicky navštěvován lovci. První zmínka pochází z roku 1268.
Klášter Reichenau vykonával nad Ettingenem a Therwilem církevní pravomoc a basilejský biskup zde měl vrchnostenský soud. Klášter a biskup udělovali práva hrabatům z Thiersteinu. Po jejich vymření se Solothurn a basilejský biskup přetahovali o držbu práv od Reichenau, která Solothurn nejprve získal a převedl na biskupa jako léno (v roce 1547 se obec stala součástí panství Birseck); teprve v roce 1669 se mu podařilo získat je do plné držby. V roce 1525 se Ettingen spojil s Basilejí a kolem roku 1530 konvertoval k reformaci, ale kolem roku 1590 byl biskupem rekatolizován. V letech 1526–1528 tvořila obec spolu s Therwilem anabaptistické centrum. Kostel pochází z 15. a 18. století, kůr z roku 1717. Od roku 1700 tvořil Ettingen vikariát farnosti Therwil, k níž patřil do roku 1802. V letech 1792–1793 byl Ettingen součástí Rauracké republiky, tehdy pod francouzskou nadvládou. Poté byla obec pod francouzskou nadvládou (1793–1800 département Mont-Terrible, 1800–1814 département Haut-Rhin), od roku 1815 patřila ke kantonu Basilej a od roku 1832 ke kantonu Basilej-venkov. Obyvatelé se věnovali především zemědělství a vinařství, ale byla zde i řemesla, živnosti (kamenolomy) a malý průmysl (od roku 1854 továrna na hedvábí). Lázně, poprvé zmiňované v 16. století, úspěšně provozované v letech 1795–1876 a rozšířené v roce 1830, učinily z obce turistické letovisko, které pro Basilej otevřela dráha údolím Birsigtal. Územní plán z roku 1966 vedl k intenzivní stavební činnosti.

## Obyvatelstvo
| Rok            | 1850 | 1880 | 1900 | 1930 | 1950 | 1970 | 1980 | 1990 | 2000 |
| Počet obyvatel | 654  | 778  | 841  | 1082 | 1220 | 2191 | 4079 | 4859 | 4764 |

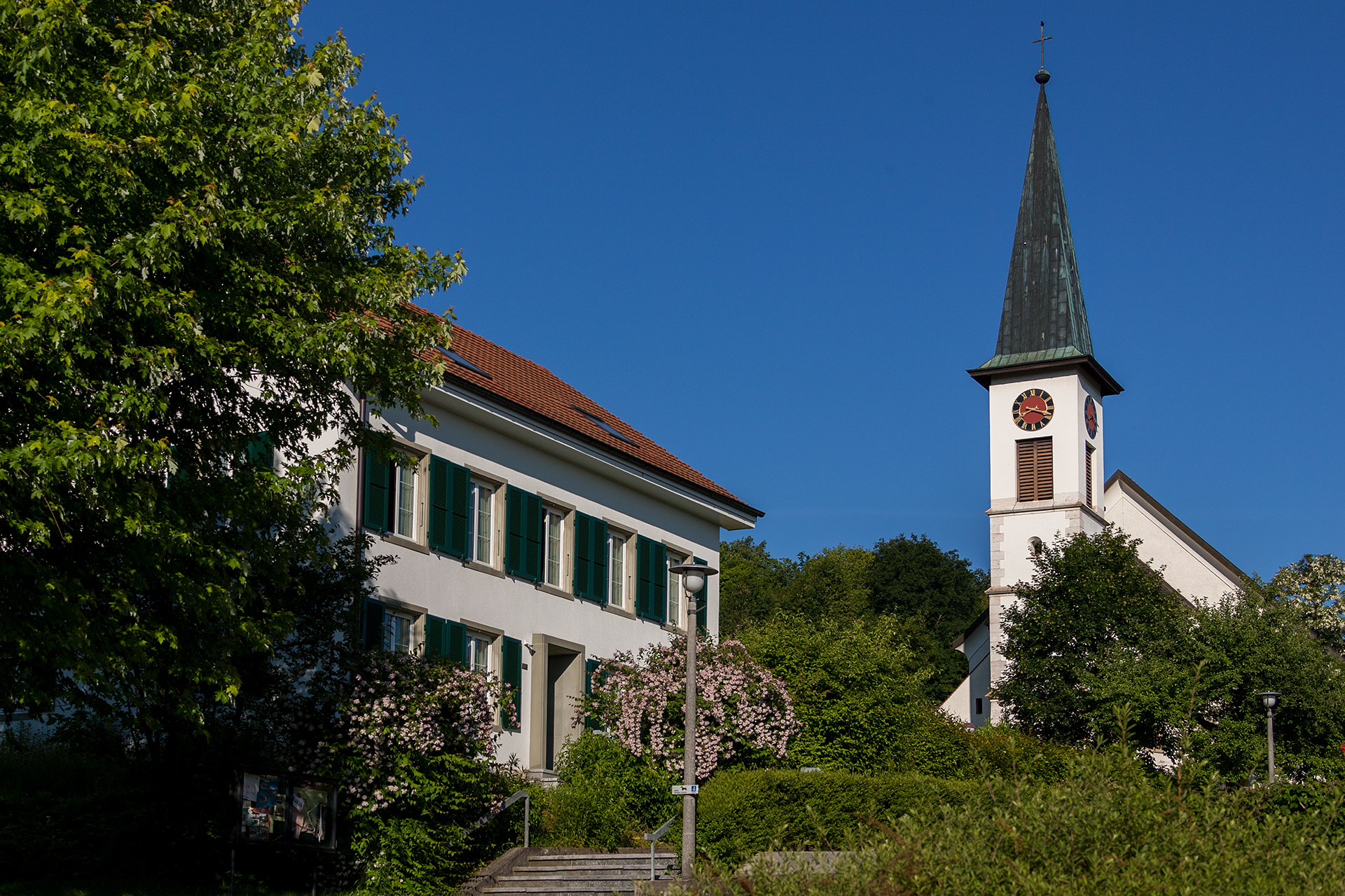
Kostel a fara

44 % obyvatel je římskokatolického vyznání a 29 % reformovaného vyznání. Podíl cizinců činí 12,9 %. Většina obyvatel (k roku 2000) hovoří německy (4324, tj. 90,8 %), druhým nejčastějším jazykem je italština (111, tj. 2,3 %) a třetím angličtina (84, tj. 1,8 %).

## Hospodářství
V Ettingenu nesídlí žádné velké firmy, ale mají zde sídlo různé malé podniky. Ettingen má na západě města zřízenou malou obchodní zónu.

## Doprava
Obec je dopravně navázána na Basilej; Ettingen leží na tramvajových linkách Baselland Transport AG (BLT) číslo 10 a 17, které spojují obec s Rodersdorfem na jedné straně a s městem Basilej na straně druhé. Ettingen je také spojen autobusovou linkou 68 s Hofstettenem a Aeschem. Nejbližší napojení na železnici je prostřednictvím stanice Basel SBB, kam jezdí dálkové a regionální spoje ze všech směrů a také mezinárodní vlakové spoje, případně stanice Dornach-Arlesheim na trati Basilej–Delémont, kterou obsluhují pouze regionální vlaky.